# Стоянкове гальмо
Стоянкове гальмо — частина гальмівної системи, призначена для утримання транспортного засобу в нерухомому стані відносно опорної поверхні.

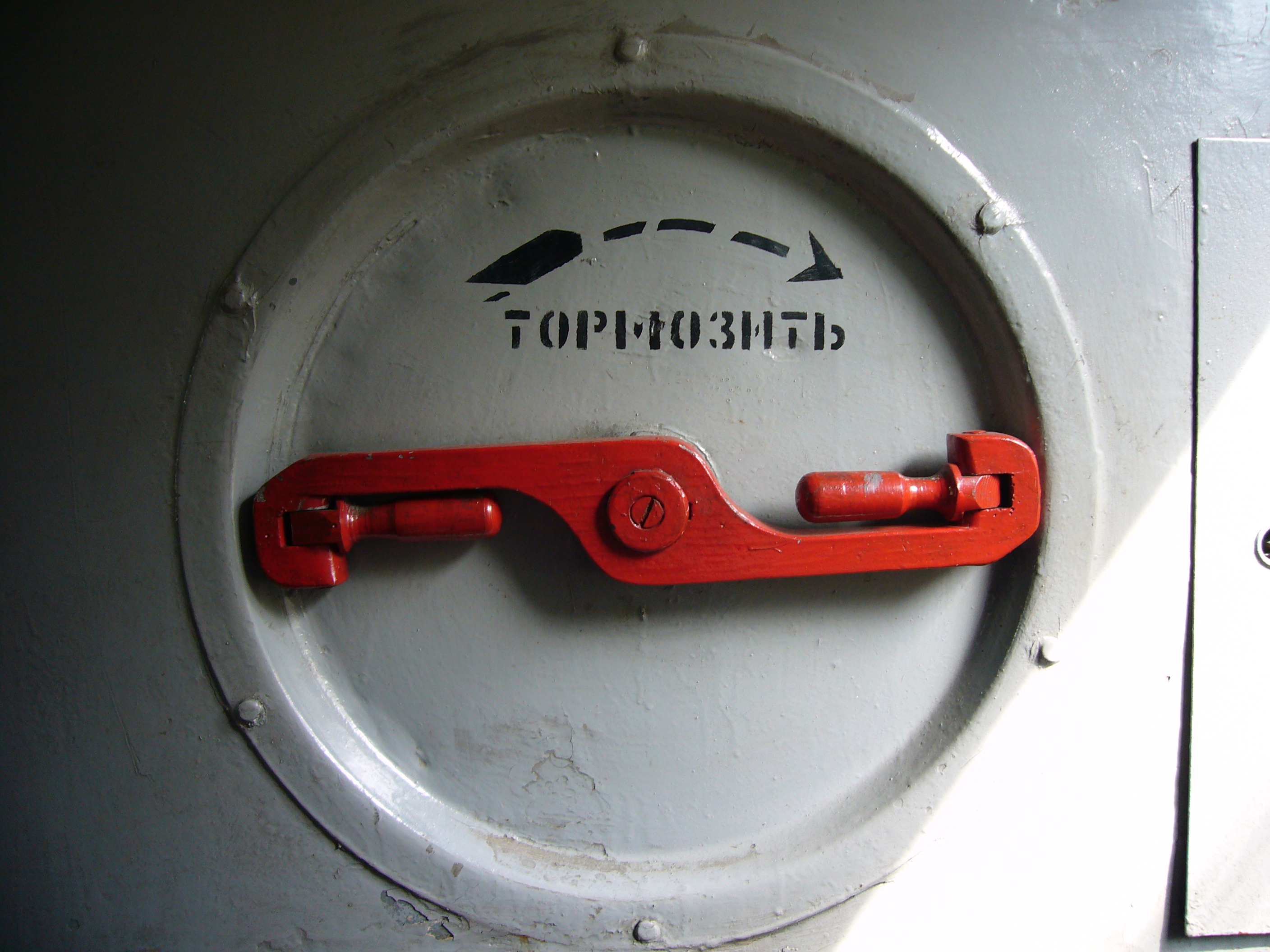
Привід резервного ручного гальма стоянки купейного вагона

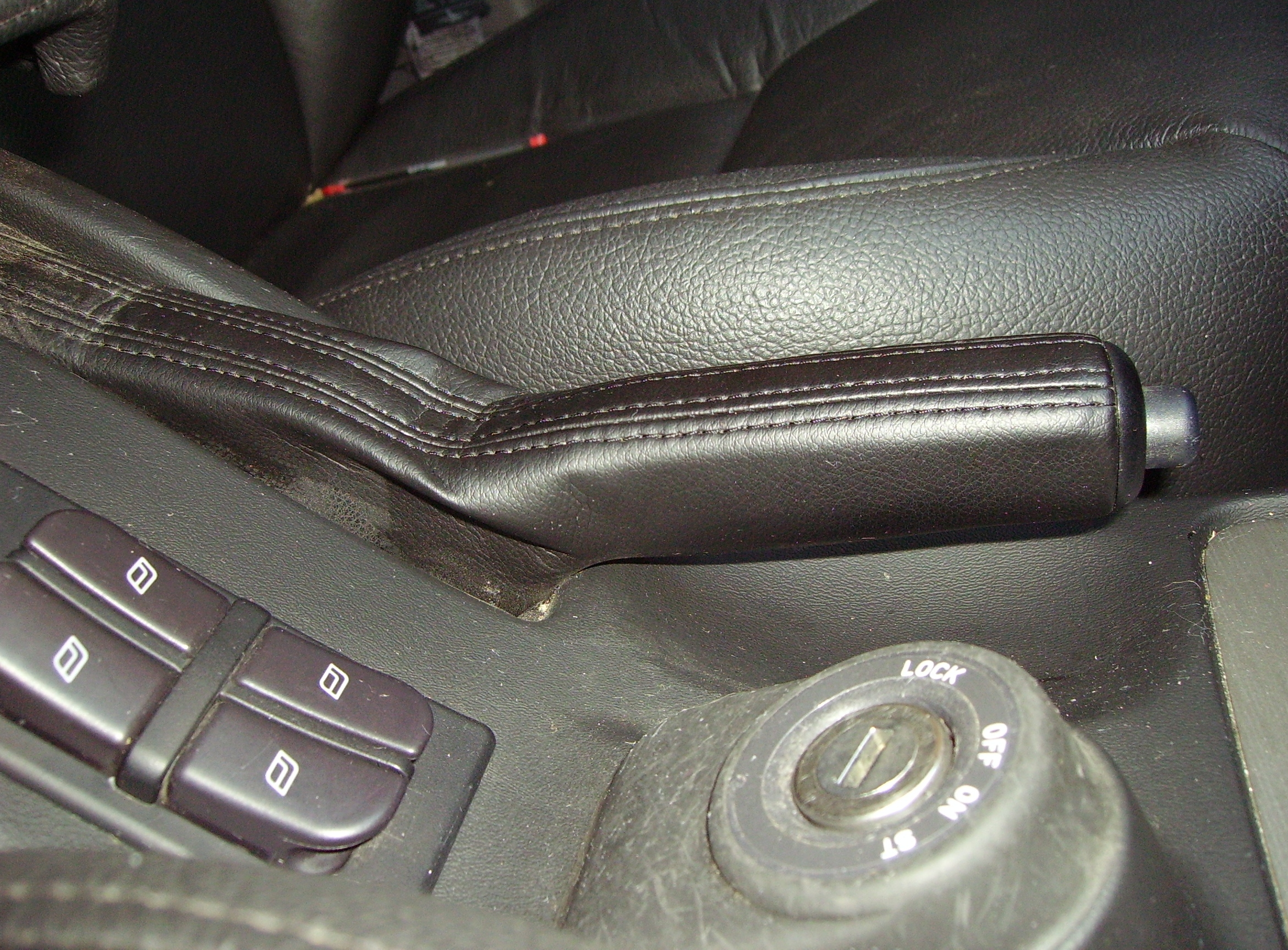
Важіль ручного гальма в автомобілі Saab 9-5

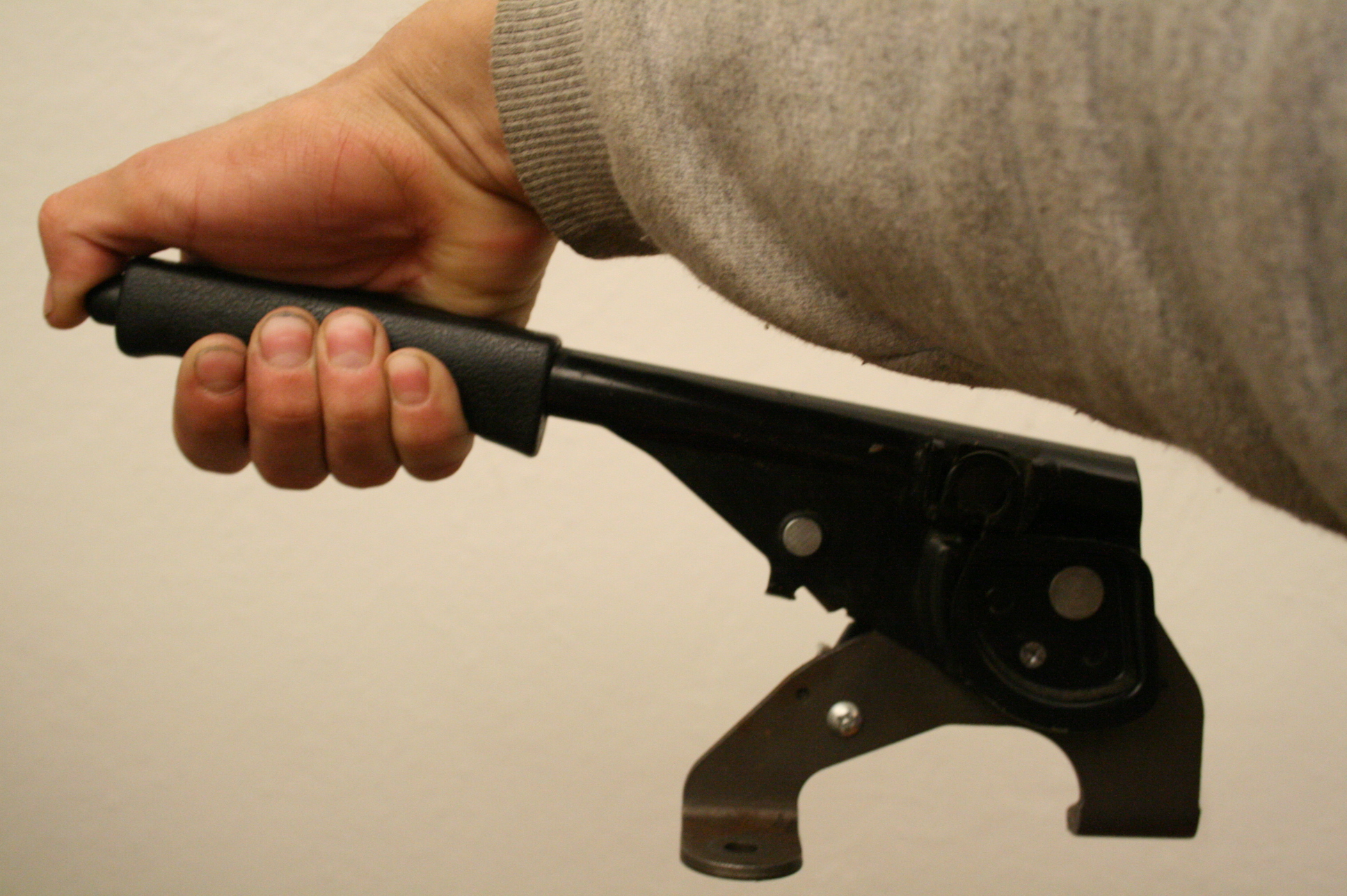
Так відбувається розгальмовування автомобіля

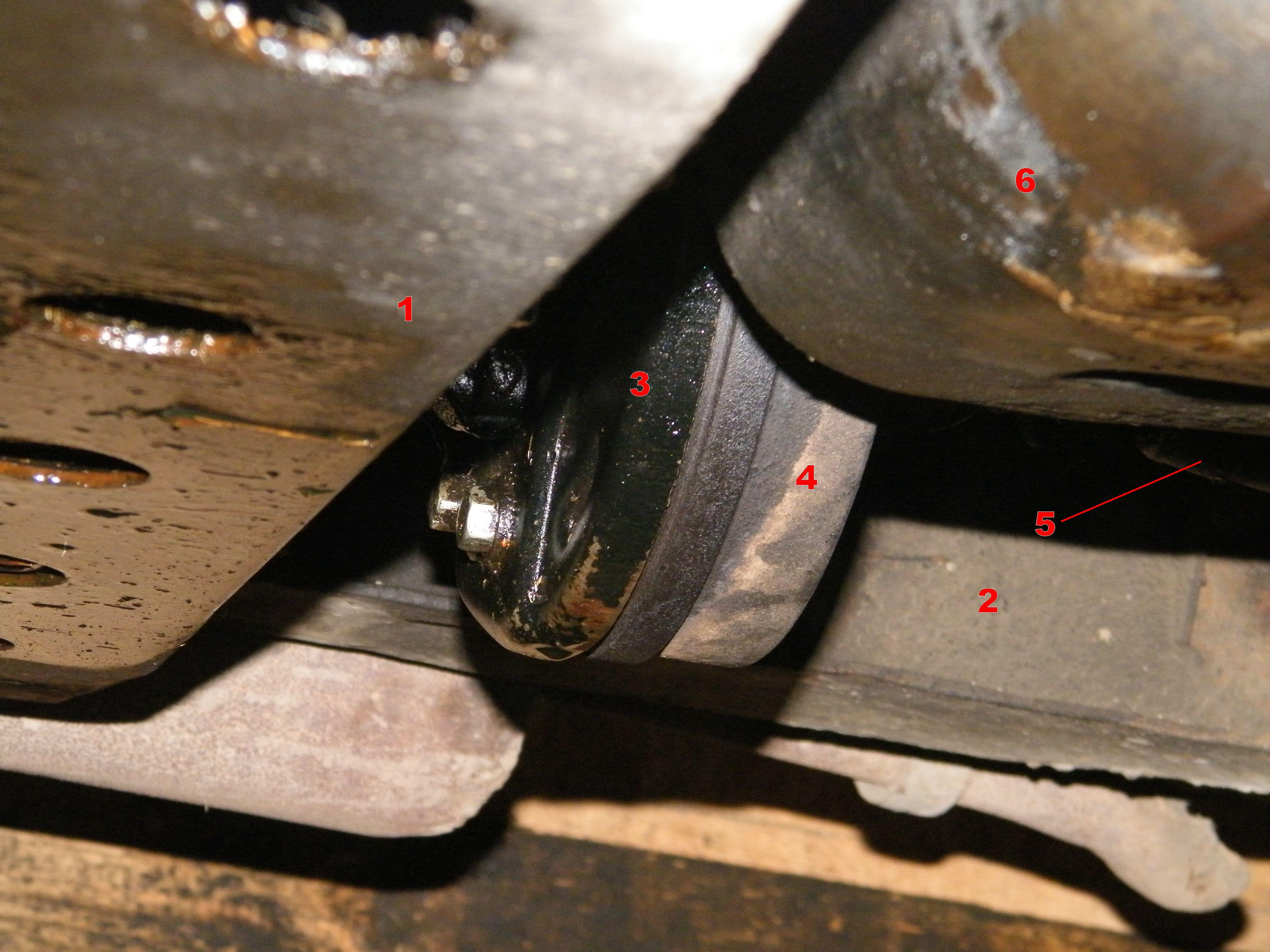
Трансмісійні гальма автомобіля ГАЗ-69
1 — поперечка, до якої кріпиться роздавальна коробка
2 — права поздовжня балка рами автомобіля
3 — стоянковий гальмівний механізм
4 — гальмовий барабан
5 — карданний вал до заднього мосту
6 — основний паливний бак

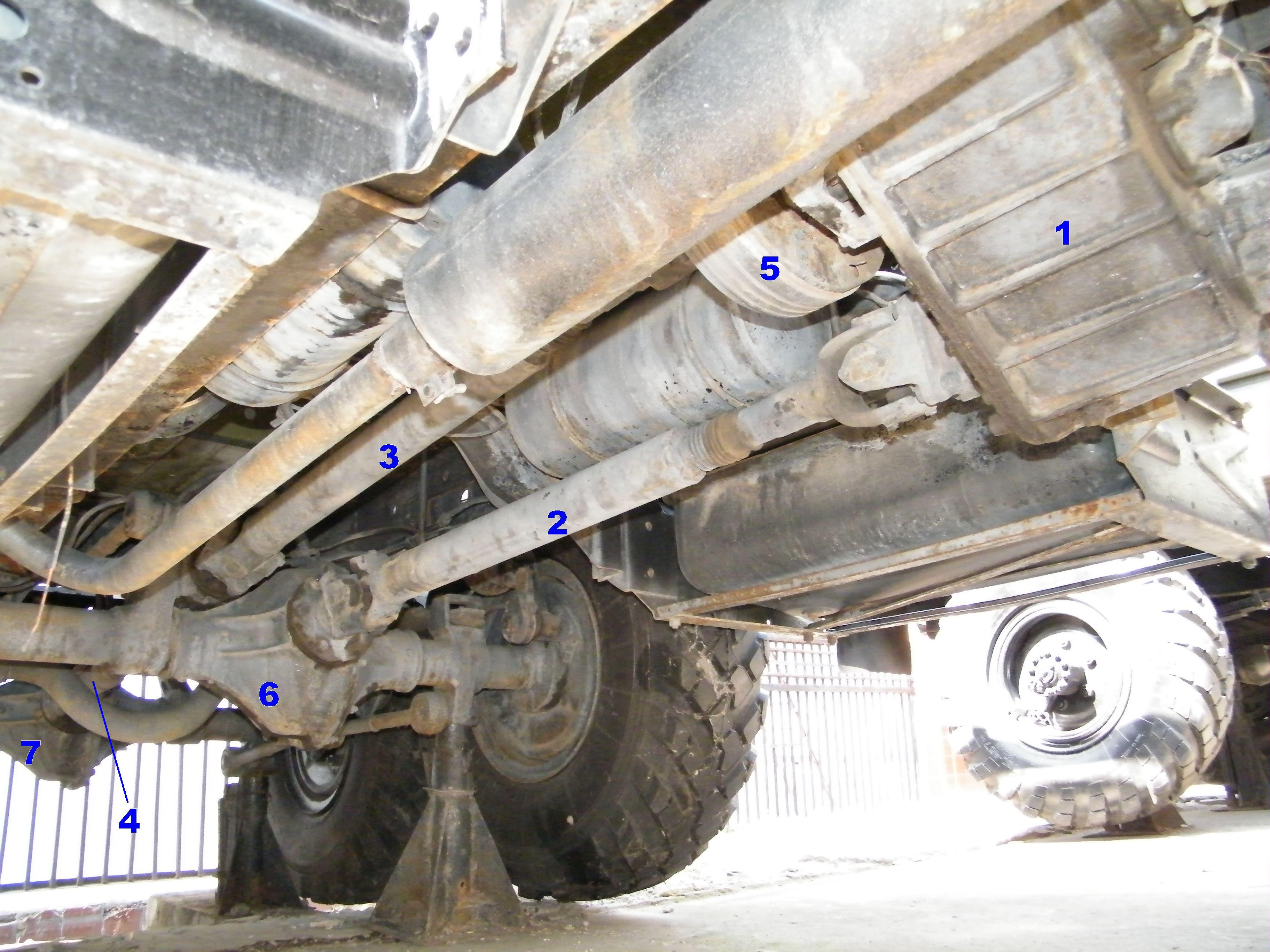
ЗІЛ-157, трансмісія:
1 — роздавальна коробка
2 — карданний вал до середнього мосту
3 — карданний вал до заднього мосту через середній міст
4 — карданний вал до заднього мосту від середнього моста
5 — стоянковий гальмівний механізм
6 — середній міст
7 — задній міст

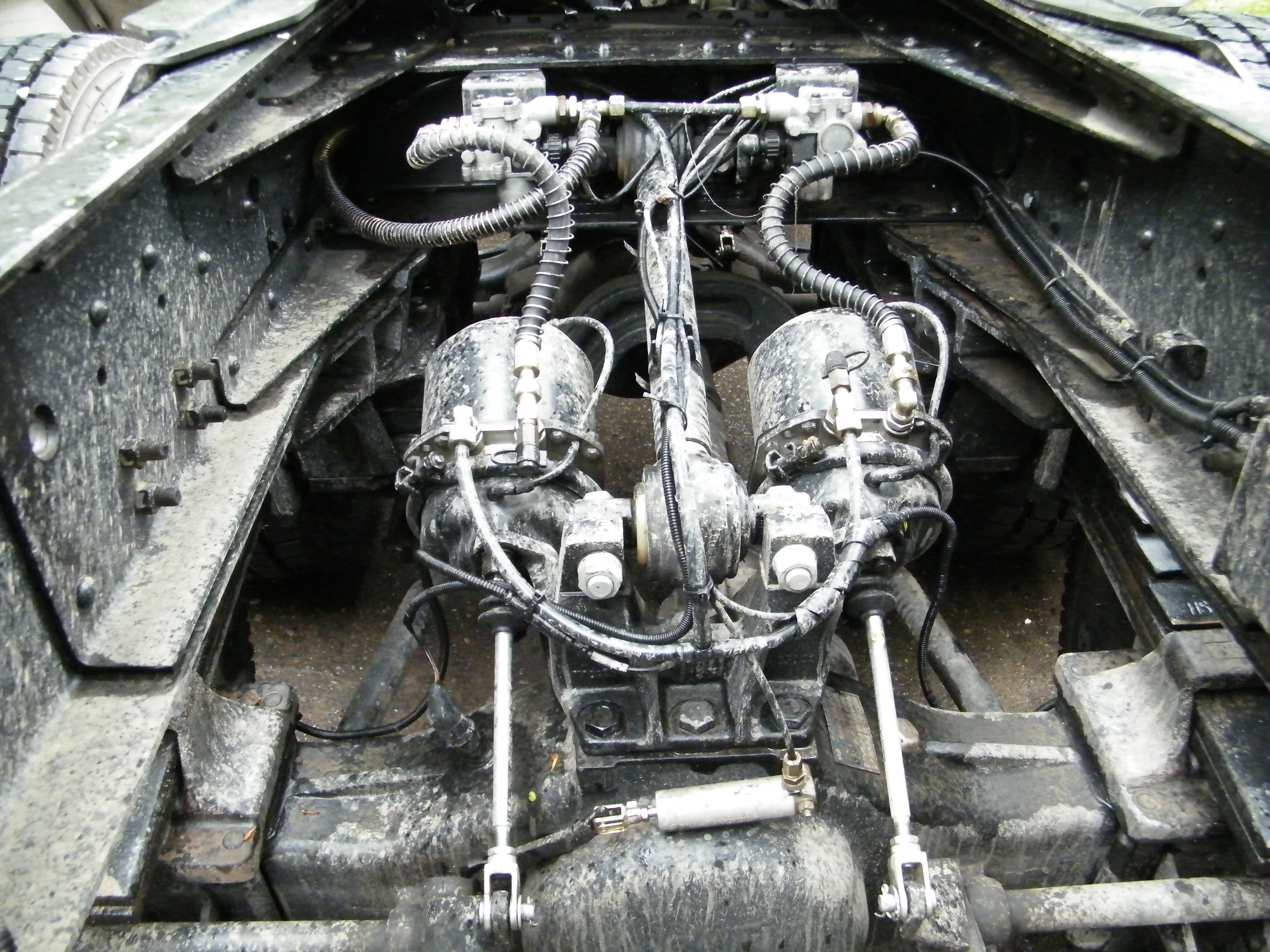
Гальмівні камери з пружинними енергоакумуляторами (пневматичне гальмо автомобіля Shacman)

Стоянкове гальмо призначене для загальмування автомобіля, трактора, комбайна на стоянках і утримання його на ухилах.
Здебільшого гальмо приводиться в дію рукою, за допомогою підняття важеля вгору, що як правило, розташовується на трансмісійному тунелі між сидіннями водія і переднього пасажира. На спортивних машинах важіль може розташовуватися між сидінням і дверима водія, у цьому випадку пасажир не має до важеля випадкового доступу. В силу цього часто простонародно називається «ручне гальмо», «ручник», а постановка машини на стоянкове гальмо позначається як «затягнути ручник».
Однак існує велика кількість моделей, в яких гальмо приводиться в дію ножною педаллю, наприклад Toyota Crown, як правило, це автомобілі з автоматичною коробкою зміни передач. Педаль стоянкового гальма зазвичай знаходиться біля майданчика для відпочинку ноги водія, в стороні від основних педалей і має невеликі розміри, щоб водій не переплутав її з однією з основних педалей. Здебільшого, вона ж призначена і для розгальмовування автомобіля, однак іноді для цього застосовується важіль під кермом, схожий з важелем для відкривання капота. Широке поширення таке стоянкове гальмо отримало в автомобілях північноамериканських виробників, а також на «праворульних» японських автомобілях. Також існують автомобілі, на яких важіль ручного гальма знаходиться біля рульової колонки, наприклад ГАЗ-21 «Волга».
У автовиробників спостерігається тенденція по заміщенню механічних стоянкових гальм на електронні.

## Привід на задні колеса
На легкових автомобілях, в більшості випадків, важіль стоянкового гальма з'єднується гнучким металевим тросом в оболонці з задніми барабанними гальмівними механізмами, в яких знаходиться пристрій, що приводить в дію штатні колодки.
Водій натягує рукоятку, захоплюючи разом з нею прокладений в оболонці трос і коромисло. Коромисло зрівнює натяг тросів і через них натягує важелі в гальмівних пристроях правого і лівого задніх коліс, які, спираючись на планки, розсовують гальмівні колодки в різні сторони. Для розгальмовування коліс автомобіля водій повинен трохи потягнути на себе рукоятку ручного гальма, натиснути на торцеву кнопку, що розводить храповий механізм, потім поставити рукоятку в початкове положення.
Якщо на легковому автомобілі ззаду встановлені дискові гальмівні механізми — то технічно поєднати в дисковому гальмі гідравлічний і механічний привід складно. В цьому випадку маються окремі стоянкові барабанні гальмівні механізми.

## Трансмісійне гальмо
На деяких вантажних автомобілях, а також на позашляховиках і на деяких легкових автомобілях (ГАЗ-21 «Волга», ГАЗ-13 «Чайка»), стоянкове гальмо діє не на колеса, а на трансмісію. Деталі гальмівного механізму монтуються на коробці передач або роздаточній коробці, діють на карданний вал і іменуються ще центральним гальмом. У свою чергу, трансмісійні гальма бувають дискові (ЗІС-150) і барабанні (ГАЗ-51, ЗІЛ-130 та ін).
Якщо станеться аварія (обрив карданного валу) — автомобіль залишиться без стоянкової гальмівної системи.
На автомобілях з АКПП роль додаткового ручного гальма виконує механізм блокування вихідного вала АКПП в режимі «P». Але його можливості по утриманню автомобіля, особливо на ухилі, досить обмежені і користуватися ним слід тільки спільно з основним стоянковим гальмом.

## Пружинні енергоакумулятори
На вантажних автомобілях і автобусах з пневматичним гальмівним приводом (наприклад, на автомобілях КАМАЗ) в гальмівних камерах встановлені пружинні енергоакумулятори, загальмовуючі транспортний засіб не тільки в робочому режимі, але і на стоянці або у випадку аварії (зниження тиску, відмова повітряного компресора, обрив гальмівного шланга). Для постановки на стоянку водій знижує тиск в пневматичній системі, пружини надійно притискають гальмівні колодки до барабану. Розгальмовують машину, підвищуючи тиск повітря. При буксируванні аварійного автомобіля (на жорсткому зчепленні) необхідно викрутити болти в енергоаккумуляторах, стискуючи пружини.

## Ситуації застосування
- Рушання на крутому підйомі;
- Паркування на майданчику;
- Короткочасний вихід з машини (автозаправка, магазин та ін)
- Тривале використання основного гальма (стоянка в дорожній пробці, перед світлофором та ін.);
- Відмова основної гальмівної системи. У випадку аварійної ситуації потрібно гальмувати різким і сильним витягуванням рукоятки гальма, не допускаючи тривалого тертя гальмівних колодок об барабан, бо при цьому фрикційні накладки та механізм перегріваються і зменшується максимальний гальмівний момент;
- Для входження в керований занос.

Не рекомендується тривале зберігання автомобіля, загальмованого стоянковим гальмом, так колодки можуть прикипіти (а в холодну пору року примерзнути) до барабану.
Інструктори в автошколах вчать паркуватися занесенням, включивши першу передачу, вивернувши кермо і затягнувши ручник (даний прийом використовується здебільшого при контраварійній підготовці).

## Замісні механізми
- При виключеному запалюванні, утримання автомобіля на поверхні може бути здійснене включенням зниженої передачі. Однак при значному нахилі ця міра не зможе гарантувати нескатування машини.
  - Автоматичні коробки зміни передач мають сектор «P» (parking, парковка). У цій позиції вали коробки передач блокуються і автомобіль випадково нікуди не поїде. Однак якщо підняти домкратом машину, наприклад, з метою заміни переднього колеса (на передньопривідною моделі), то необхідно обов'язково скористатися стоянковим гальмом, бо при вивішеному одному колесі друге колесо отримає можливість вільного обертання через диференціал (який ніяк не заблокований) і машина може зрушитися з місця і впасти з домкрата. Незважаючи на зручність повсякденного використання «паркування» на АКПП, рекомендується час від часу користуватися стоянковим гальмом, перевіряючи його справність (що дозволяє проконтролювати справність гальм і знос колодок тільки задніх коліс), і користуватися ним завжди при підйомі автомобіля на домкраті.
- Підкласти під колеса противідкатні упори (обов'язково є на вантажних автомобілях і автобусах), а при їх відсутності — інші відповідні предмети (цегла, каміння, дошки).